# جورج آلگرن
جورج آلگرن (انگلیسی: George Ahlgren; ۱۶ اوت ۱۹۲۸ – ۳۰ دسامبر ۱۹۵۱) قایقران روئینگ اهل ایالات متحده آمریکا بود.